# 群島政府 (琉球)
群島政府（英語：Gunto Governments），為琉球群島於美國治理時期所設置的治理機關；依據美國軍政府於1950年8月4日公佈的美國軍政府布令第22號「群島政府組織法」（The Law Concerning the Organization of the Gunto Governments），在琉球之各群島奄美群島、沖繩群島、宮古群島、八重山群島上分別成立的地區政府，負責行政治理事務，設有「群島知事」。各群島另設有議決機構「群島議會」。
群島知事及議會議員皆由當地居民依據日本本土的「地方自治法」直接投票選出，任期皆為四年，可在美國軍政府的容許範圍內處理各區域內的公共事務及行政事務。
在1952年4月1日由美國民政府（由美國軍政府改組）新設置的琉球政府成立後，原本各群島政府的機能改由琉球政府統一負責。

## 奄美群島政府
- 政府組織
  - 知事 - 副知事
    - 知事室事務局
    - 總務部
    - 財政部
    - 經濟部
    - 文教部
    - 農務部
    - 厚生部
    - 工務部
    - 法務部
    - 監察委員會
    - 公安委員會 - 警察本部
- 群島知事：中江實孝
- 群島議會：設有議員13名。

## 沖繩群島政府

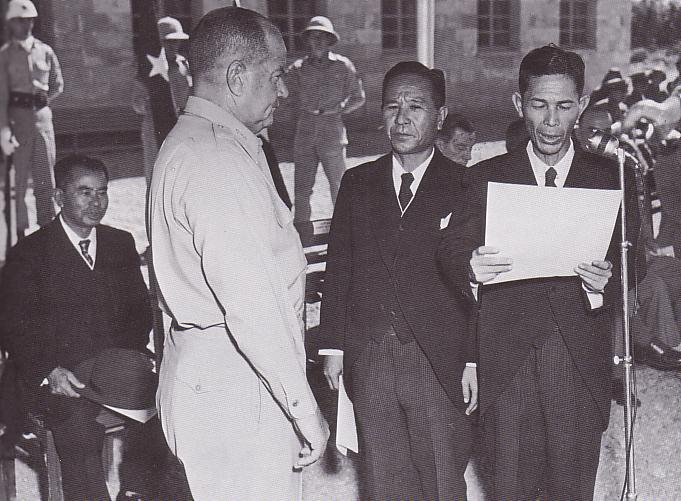
平良辰雄宣誓就任沖繩群島知事

- 政府組織
  - 知事 - 副知事
    - 知事室事務局
    - 弘報局
    - 總務部
    - 財政部
    - 法務部
    - 文教部
    - 經濟部
    - 工務部
    - 厚生部
    - 選舉管理委員會
    - 監察委員會
    - 公安委員會 - 警察本部
- 群島知事：平良辰雄
- 群島議會：設有議員20名。

## 宮古群島政府
- 政府組織
  - 知事 - 副知事
    - 知事官房
    - 總務部
    - 財政部
    - 文教部
    - 厚生部
    - 工務部
    - 經濟部
    - 法務部
    - 復興事業部
    - 涉外部
    - 公安委員會 - 警察本部
    - 監察委員
    - 選舉管理委員會
- 群島知事：西原雅一
- 群島議會：設有議員9名。

## 八重山群島政府
- 政府組織
  - 知事 - 副知事、秘書長
    - 總務部
    - 財政部
    - 厚生部
    - 文教部
    - 經濟部
    - 工務部
    - 法務部
    - 監察委員
    - 公安委員會 - 警察本部
    - 選舉管理委員會
- 群島知事：安里積千代
- 群島議會：設有議員7名。